# Amour et Mélasse
Amour et Mélasse, també conegut com His First Job i Love and Molasses en francès, és un curtmetratge mut francès de 1908 acreditat a Georges Méliès. Va ser venut als Estats Units per la Star Film Company de Méliès i està numerat 1246–1249 als seus catàlegs; no hi ha cap llançament documentat a la França natal de Méliès en aquell moment.
Una anàlisi de l'estil de la pel·lícula de 1981, publicada en una guia del Centre National de la Cinématographie de l'obra de Méliès, va concloure que aquesta pel·lícula és probablement una de les dirigides per l'empleat de Méliès, un actor conegut com Manuel. La "melassa" que apareix a la pel·lícula és en realitat aigua; els efectes especials de la pel·lícula es treballen amb escamoteigs.